# Zeller Loch
Zeller Loch este o arie protejată (arie specială de conservare — SAC, sit de importanță comunitară — SCI) din Germania întinsă pe o suprafață de 4,76 ha, integral pe uscat.

## Localizare
Centrul sitului Zeller Loch este situat la coordonatele 50°30′51″N 9°37′20″E / 50.5142°N 9.6222°E.

## Înființare
Situl Zeller Loch a fost declarat sit de importanță comunitară în aprilie 1999 pentru a proteja 9 specii de animale. Situl a fost protejat și ca arie specială de conservare în martie 2008.

## Biodiversitate
Situată în ecoregiunea continentală, aria protejată conține 2 habitate naturale: Mlaștini turboase de tranziție și turbării mișcătoare, Mlaștini împădurite.
La baza desemnării sitului se află mai multe specii protejate de  păsări (9): ciocârlie-de-câmp (Alauda arvensis), înăriță (Carduelis flammea), porumbel de scorbură (Columba oenas), becațină comună (Gallinago gallinago), sfrâncioc roșiatic (Lanius collurio), sfrâncioc mare (Lanius excubitor excubitor), pietrar sur (Oenanthe oenanthe), mărăcinar (Saxicola rubetra), corcodel mic (Tachybaptus ruficollis)
Pe lângă speciile protejate, pe teritoriul sitului au mai fost identificate 9 specii de plante, 3 specii de nevertebrate.